# Iswestija-Pokal 1980
Der Iswestija-Pokal 1980 (russisch Турнир на приз газеты Известия, dt.: Turnier um den Preis der Zeitung „Известия“, dt. Iswestija, d. h. Nachrichten) war die 14. Austragung des internationalen Eishockeyturniers, welches in diesem Jahr vom 16. bis zum 21. Dezember 1980 stattfand. Neben der sowjetischen Sbornaja nahmen wieder die Nationalmannschaften Finnlands, Schwedens und der Tschechoslowakei teil.

## Spiele
| 16. Dezember 1980 | Tschechoslowakei Lubomír Pěnička (34:20) Vladimír Kýhos (49:21) Lubomír Pěnička (49:39) | 3:0 (0:0, 1:0, 2:0) | Schweden | Sportpalast Luschniki, Moskau Zuschauer: 12.000 |

| 16. Dezember 1980 | Sowjetunion Wiktor Schalimow (2:44) Nikolai Drosdezki (9:43) Sinetula Biljaletdinow (16:43) Wladimir Golikow (32:19) Alexander Malzew (47:41) Sergei Schepelew (47:48) Sergei Makarow (49:13) Wiktor Schalimow (51:49) Sergei Makarow (52:31) Wladimir Golikow (58:12) | 10:0 (3:0, 1:0, 6:0) | Finnland | Sportpalast Luschniki, Moskau |

| 18. Dezember 1980 | Tschechoslowakei Milan Nový Vladimír Martinec Jindřich Kokrment Ladislav Svozil Ivan Hlinka | 5:4 (1:1, 3:1, 1:2) | Sowjetunion Wladimir Krutow Wassili Perwuchin Alexei Kassatonow Wiktor Schalimow | Moskau Zuschauer: 12.000 |

| 18. Dezember 1980 | Finnland Markku Kiimalainen Reijo Ruotsalainen Ikka Sinisalo Juhani Tamminen Antero Lehtonen Kari Suoraniemi | 6:3 (0:0, 2:1, 4:2) | Schweden Nilsson Roland Stoltz Ulf Weinstock | Moskau |

| 20. Dezember 1980 | Tschechoslowakei Milan Chalupa | 1:5 (1:0, 0:0, 0:5) | Finnland Markku Kiimalainen (2) Kari Jalonen Pertti Koivulahti Jorma Sevon | Moskau Zuschauer: 12.000 |

| 20. Dezember 1980 | Sowjetunion Wiktor Schalimow Wassili Perwuchin | 2:0 (0:0, 1:0, 1:0) | Schweden | Moskau |

## Abschlusstabelle
| Platz | Mannschaft       | Spiele | Siege | Unentschieden | Niederlagen | Tore  | Punkte |
| ----- | ---------------- | ------ | ----- | ------------- | ----------- | ----- | ------ |
|       | UdSSR            | 3      | 2     | 0             | 1           | 16:05 | 5      |
|       | Tschechoslowakei | 3      | 2     | 0             | 1           | 09:09 | 5      |
|       | Finnland         | 3      | 2     | 0             | 1           | 16:05 | 5      |
| 4.    | Schweden         | 3      | 0     | 0             | 2           | 11:14 | 0      |

## Spiel um Platz 3
| 21. Dezember 1980 | Finnland Jorma Sevon (2) Juhani Tamminen Kari Jalonen Reijo Leppänen Pekka Arbelius Reijo Ruotsalainen Hannu Helander | 8:2 (3:0, 1:1, 4:1) | Schweden Per Lundqvist Roland Stoltz | Moskau |

## Finale
| 21. Dezember 1980 | Sowjetunion Wiktor Schluktow (2) Wjatscheslaw Fetissow Alexander Malzew Wiktor Schalimow Sergei Schepelew | 6:2 (1:0, 2:0, 3:2) | Tschechoslowakei Dárius Rusnák Vladimír Martinec | Moskau Zuschauer: 12.000 |

## Auszeichnungen
Die besten Scorer
| Spieler            | Spiele | Tore | Vorlagen |
| ------------------ | ------ | ---- | -------- |
| Wiktor Schalimow   | 5      | 1    | 6        |
| Wiktor Schluktow   | 2      | 4    | 6        |
| Markku Kiimalainen | 3      | 2    | 5        |
| Jorma Sevon        | 3      | 2    | 5        |
| Alexander Malzew   | 2      | 3    | 5        |

Beste Spieler
| Torwart     | Wladislaw Tretjak  |
| Verteidiger | Reijo Ruotsalainen |
| Stürmer     | Jindřich Kokrment  |